# کتاب کامیک آمریکایی

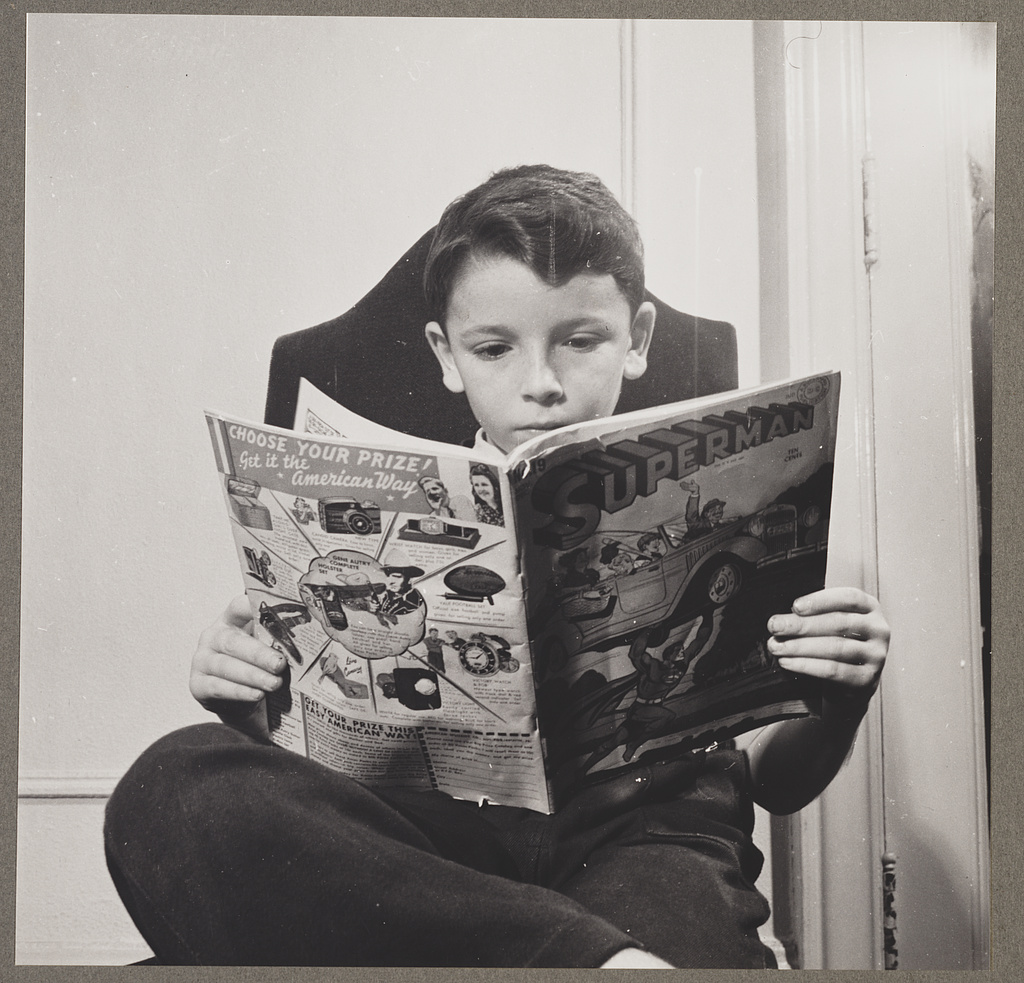
یک پسر مهاجر آلمانی در بچه‌های مستعمرهٔ ن.ی. ۱۹۴۲، خواندن یک کتاب کمیک از سوپرمن

کتاب کمیک آمریکایی (به انگلیسی: American comic book) یک کتاب کمیک آمریکایی است که منشأ آن از ایالات متحده است، معمولاً ۳۲ صفحه یک کمیک را درست می‌کند. با اینکه این نوع کتاب‌ها در سال ۱۹۳۳ (میلادی) به‌وجود آمدند، ولی بعد از انتشار شدن کمیک‌های اکشن به محبوبیت رسیدند، که اولین ابرقهرمان این نوع کمیک‌ها سوپرمن بود. این یک کتاب ابرقهرمانی بود که تا پایان جنگ جهانی دوم ادامه داشت. بعد از جنگ، درحالی که ابرقهرمانان کمیک وارد حاشیه می‌شدند، صنعت کامیک بوک رشد چشمگیری کرد و ژانرهایی همچون ترس، جنایی، داستان‌های علمی و عاشقانه رواج یافتند. یکی از مهم ترین مشخصه های بصری کمیک های آمریکایی، نقطه های بن دی بود که در بین سالهای ۱۹۵۰ تا ۱۹۷۰ میلادی در کمیک بوک ها چاپ می‌شد. همچنین در کاور کمیک بوک های آمریکایی، کدی چسبانده می‌شد که درجه سنی کمیک ها را تایین میکرد.